# Повести о начале Москвы
Повести о начале Москвы — название в истории литературы цикла произведений литературы с XVI века по XVII век.
На характер изложения текста в произведениях повлияла «повесть о взятии Царьграда турками в 1453 году».

## Описание
«Повести о начале Москвы», имели в себе информацию об возведении Москвы легендарного и полулегендарного характера. Материалы для написания повести взяты из летописей: «О разорении Москвы ордынцами», написанной в 1238 году и «О князьях Иване Калите, Дмитрии Донском и др».
Написано было всего 4 повести:
- «Повесть о зачале Москвы», здесь главную роль играет формирование Москвы на пространстве поселения, которое принадлежало полулегендарному боярину Кучке. В этой повести первостроителем города является князь Юрий Долгорукий.
- «Сказание об убиении Даниила Суздальского и о начале Москвы», здесь также, как и в первой главную роль играет формирование Москвы на пространстве поселения, принадлежащего Кучке. Здесь первостроитель — князь Андрей Александрович Владимирский.
- «Сказание о зачатии Москвы и Крутицкой епископии», в этом произведении первостроитель — Даниил Иванович (Даниил Александрович) Московский.
- «Предание об основании Москвы Олегом», в повести повестуется, что первостроитель — киевский князь Олег.